# Tembisa
Tembisa è una città del Sudafrica, situata nella provincia di Gauteng.